# Сальський край
Сальський край (латис. Salas novads) — адміністративно-територіальна одиниця Латвійської Республіки. Розташований у південній частині країни, в історичному регіоні Семигалія. Адміністративний центр — Сала. Створений 2009 року. Площа — 317,12 км². Населення — 3796 осіб (2011). До складу краю входять 2 волості.